# ブエルタ・ア・エスパーニャ2009 第1-第11ステージ結果
- ブエルタ・ア・エスパーニャ2009 第1-第11ステージ結果 > ブエルタ・ア・エスパーニャ2009 第12-第21ステージ結果

2009年に行われた、ブエルタ・ア・エスパーニャの第1ステージから第11ステージまでの結果について述べる。

## 第1ステージ
8月29日(土)
- アッセン（TTサーキット・アッセン） 4.5km(個人タイムトライアル)[1]

- ブエルタ初日が個人TTとなるのは2005年以来。4.8kmの短距離に加えアップダウンの全くないコースで、タイムトライアルスペシャリストだけでなく独走力のあるスプリンターにもチャンスがある。途中からダッヂ・ウェザーと思わしき雨が降り注ぎ、TTスペシャリストであるデビッド・ミラーが低迷、カルロス・バレードがスタート台でバランスを崩し落車するなど現場は混乱するが、終盤の有力勢がスタートする頃には、ドライコンディションへと戻り、さらなる混乱は起こらなかった。この通り雨の前にスタートしたロマン・クロイツィガーが長らくトップタイムを維持するものの、路面が乾いてきてからトム・ボーネンら有力クラシックスペシャリストらが次々とタイムを塗り替えていく。そして満を持して登場した、ツール・ド・フランスでも初日の個人TTを制したファビアン・カンチェラーラ（チーム・サクソバンク）が圧倒的な強さでステージ優勝。もちろんマイヨ・オロ、さらにマイヨ・プントスとマイヨ・コンビナダも獲得した。距離が短かったこともあって、総合優勝争いの選手はカンチェラーラから18秒遅れに固まり、大きな影響が出るほどのタイム差は生じなかったが、昨年総合4位のエセキエル・モスケラ（シャコベオ・ガリシア）が33秒遅れの94位、フランク・シュレク（チーム・サクソバンク）が35秒遅れの103位、アンディ・シュレク（チーム・サクソバンク）が38秒遅れの123位、ダミアーノ・クネゴ（ランプレ＝N.G.C）が44秒遅れの162位とやや不安の残る出だしとなった。

区間成績&総合成績
| 順位 | 選手名                       | 国籍           | チーム                       | 時間    |
| ---- | ---------------------------- | -------------- | ---------------------------- | ------- |
| 1    | ファビアン・カンチェラーラ   | スイス         | チーム・サクソバンク         | 5分20秒 |
| 2    | トム・ボーネン               | ベルギー       | クイックステップ             | +09秒   |
| 3    | タイラー・ファーラー         | アメリカ合衆国 | ガーミン・スリップストリーム | +12秒   |
| 4    | イェンス・マウリス           | オランダ       | ヴァカン・ソレイユ           | +14秒   |
| 5    | ダニエーレ・ベンナーティ     | イタリア       | リクイガス                   | +16秒   |
| 6    | ロマン・クロイツィガー       | チェコ         | リクイガス                   | +17秒   |
| 7    | アレクサンドル・ヴィノクロフ | カザフスタン   | アスタナ                     | +18秒   |
| 8    | イヴァン・バッソ             | イタリア       | リクイガス                   | 同      |
| 9    | アレハンドロ・バルベルデ     | スペイン       | ケス・デパーニュ             | 同      |
| 10   | マツィエイ・ボドナル         | ポーランド     | リクイガス                   | +19秒   |

ポイント賞
| 順位 | 選手名                     | 国籍           | チーム                       | ポイント |
| ---- | -------------------------- | -------------- | ---------------------------- | -------- |
| 1    | ファビアン・カンチェラーラ | スイス         | チーム・サクソバンク         | 25       |
| 2    | トム・ボーネン             | ベルギー       | クイックステップ             | 20       |
| 3    | タイラー・ファーラー       | アメリカ合衆国 | ガーミン・スリップストリーム | 16       |

コンビネーション賞
| 順位 | 選手名                     | 国籍           | チーム                       | ポイント |
| ---- | -------------------------- | -------------- | ---------------------------- | -------- |
| 1    | ファビアン・カンチェラーラ | スイス         | チーム・サクソバンク         | 2        |
| 2    | トム・ボーネン             | ベルギー       | クイックステップ             | 4        |
| 3    | タイラー・ファーラー       | アメリカ合衆国 | ガーミン・スリップストリーム | 6        |

チーム時間賞
| 順位 | チーム                       | 時間     |
| ---- | ---------------------------- | -------- |
| 1    | リクイガス                   | 16分51秒 |
| 2    | チーム・サクソバンク         | +03秒    |
| 3    | ガーミン・スリップストリーム | +06秒    |

## 第2ステージ
8月30日(日)
- アッセン －  エメン 202km[2]

- 今年最初の通常ステージは、起伏が全くと言っていいほど存在しない正真正銘の平坦ステージ。途中1か所だけマイヨ・モンターニャを決めるためのポイントの付かない山岳ポイントが登場する。レース開始直後の3km地点からドミニーク・レルス（チーム・ミルラム）ら5人が逃げ始める。メイン集団後方では路駐していた車に突っ込んでしまったりと落車が相次いだが、総合有力勢は全てを回避。最大10分まで開いたメイン集団との差が30秒を切ったところで逃げ集団からリーウ・ウェストラ（バカン・ソレイユ）がアタック、単独で逃げ始める。しかし押し寄せるメイン集団の勢いには勝てず、残り約10km地点で吸収。ゴールは集団スプリントとなった。最後は早めに仕掛けたトム・ボーネン（クイックステップ）を一気に抜き去ったゲラルト・ツィオレック（チーム・ミルラム）が、追いすがるファビオ・サバティーニ（リクイガス）を僅差で抑えてステージ優勝。自身グランツール初勝利となった。マイヨ・オロとマイヨ・コンビナダはファビアン・カンチェラーラがキープ。早仕掛けが裏目に出てステージ8位に沈んだボーネンだったが、マイヨ・プントスを獲得。山岳ポイントをトップ通過したトム・レーザー（ラボバンク）はマイヨ・モンターニャを獲得した。

区間成績
| 順位 | 選手名                       | 国籍           | チーム                       | 時間          |
| ---- | ---------------------------- | -------------- | ---------------------------- | ------------- |
| 1    | ゲラルト・ツィオレック       | ドイツ         | チーム・ミルラム             | 4時間43分12秒 |
| 2    | ファビオ・サバティーニ       | イタリア       | リクイガス                   | 同            |
| 3    | ロジャー・ハモンド           | イギリス       | サーヴェロ・テストチーム     | 同            |
| 4    | アンドレ・グライペル         | ドイツ         | チーム・コロンビア＝HTC      | 同            |
| 5    | タイラー・ファーラー         | アメリカ合衆国 | ガーミン・スリップストリーム | 同            |
| 6    | レオナルド・ドゥケ           | コロンビア     | コフィディス                 | 同            |
| 7    | ユルヘン・ルラントス         | ベルギー       | サイレンス・ロット           | 同            |
| 8    | トム・ボーネン               | ベルギー       | クイックステップ             | 同            |
| 9    | ダヴィデ・ヴィガノ           | イタリア       | フジ・セルベット             | 同            |
| 10   | セバスティアン・シャヴァネル | フランス       | フランセーズ・デ・ジュー     | 同            |

総合成績
| 順位 | 選手名                     | 国籍           | チーム                       | 時間          |
| ---- | -------------------------- | -------------- | ---------------------------- | ------------- |
| 1    | ファビアン・カンチェラーラ | スイス         | チーム・サクソバンク         | 4時間48分32秒 |
| 2    | ゲラルト・ツィオレック     | ドイツ         | チーム・ミルラム             | +08秒         |
| 3    | トム・ボーネン             | ベルギー       | クイックステップ             | +09秒         |
| 4    | タイラー・ファーラー       | アメリカ合衆国 | ガーミン・スリップストリーム | +12秒         |
| 5    | イェンス・マウリス         | オランダ       | ヴァカン・ソレイユ           | +14秒         |
| 6    | ダニエーレ・ベンナーティ   | イタリア       | リクイガス                   | +16秒         |
| 7    | ロマン・クロイツィガー     | チェコ         | リクイガス                   | +17秒         |
| 8    | ダビ・ガルシア             | スペイン       | シャコベオ・ガリシア         | +18秒         |
| 9    | イヴァン・バッソ           | イタリア       | リクイガス                   | 同            |
| 10   | アレハンドロ・バルベルデ   | スペイン       | ケス・デパーニュ             | 同            |

ポイント賞
| 順位 | 選手名                     | 国籍           | チーム                       | ポイント |
| ---- | -------------------------- | -------------- | ---------------------------- | -------- |
| 1    | トム・ボーネン             | ベルギー       | クイックステップ             | 28       |
| 2    | タイラー・ファーラー       | アメリカ合衆国 | ガーミン・スリップストリーム | 28       |
| 3    | ファビアン・カンチェラーラ | スイス         | チーム・サクソバンク         | 25       |

コンビネーション賞
| 順位 | 選手名                     | 国籍     | チーム               | ポイント |
| ---- | -------------------------- | -------- | -------------------- | -------- |
| 1    | ファビアン・カンチェラーラ | スイス   | チーム・サクソバンク | 4        |
| 2    | トム・ボーネン             | ベルギー | クイックステップ     | 4        |
| 3    | ゲラルト・ツィオレック     | ドイツ   | チーム・ミルラム     | 6        |

チーム時間賞
| 順位 | チーム                       | 時間           |
| ---- | ---------------------------- | -------------- |
| 1    | リクイガス                   | 14時間26分27秒 |
| 2    | チーム・サクソバンク         | +03秒          |
| 3    | ガーミン・スリップストリーム | +06秒          |

## 第3ステージ
8月31日(月)
- ズュトプヘン －  フェンロー 202km[3]

- レース中盤に若干の起伏があるものの、全体的には前日に引き続き平坦。途中30km程隣国ドイツを経由する。前日に引き続いてレース序盤の2km地点で逃げが決まり、ヘスス・ロセンド（アンダルシア・カハスル）、ラース・ボーム（ラボバンク）、ジョニー・ホーヘルラント（バカン・ソレイユ）の3人がタイム差を最大10分付けて逃げ続ける。その後メイン集団との差が40秒にまで縮まった残り30km地点でロセンドがアタック。独走で最後まで逃げ続けたが、残り12kmでメイン集団に吸収。結局前日に引き続いて集団スプリントでのゴールとなった。やや出遅れたトム・ボーネンやアンドレ・グライペル（チーム・コロンビア＝HTC）の隙を突いてボルト・ボジチュ（バカン・ソレイユ）最初にスプリントを開始。しかし後ろでチェックに入っていたグレッグ・ヘンダーソン（チーム・コロンビア＝HTC）が一気の加速でボジシュを交わしてそのままステージ優勝を勝ち取った。193人が集団内ゴールで、総合争いも各賞争いにも大きな動きはなかった。

区間成績
| 順位 | 選手名                   | 国籍             | チーム                   | 時間          |
| ---- | ------------------------ | ---------------- | ------------------------ | ------------- |
| 1    | グレッグ・ヘンダーソン   | ニュージーランド | チーム・コロンビア＝HTC  | 4時間41分01秒 |
| 2    | ボルト・ボジチュ         | スロベニア       | ヴァカンソレイユ         | 同            |
| 3    | オスカル・フレイレ       | スペイン         | ラボバンク               | 同            |
| 4    | アンドレ・グライペル     | ドイツ           | チーム・コロンビア＝HTC  | 同            |
| 5    | ウィイアン・ボネ         | フランス         | BBox・ブイグテレコム     | 同            |
| 6    | トム・ボーネン           | ベルギー         | クイックステップ         | 同            |
| 7    | ロジャー・ハモンド       | イギリス         | サーヴェロ・テストチーム | 同            |
| 8    | ワウテル・ウェイラント   | ベルギー         | クイックステップ         | 同            |
| 9    | スチュアート・オグレディ | オーストラリア   | チーム・サクソバンク     | 同            |
| 10   | ユルヘン・ルラントス     | ベルギー         | サイレンス・ロット       | 同            |

総合成績
| 順位 | 選手名                     | 国籍             | チーム                       | 時間          |
| ---- | -------------------------- | ---------------- | ---------------------------- | ------------- |
| 1    | ファビアン・カンチェラーラ | スイス           | チーム・サクソバンク         | 9時間29分33秒 |
| 2    | グレッグ・ヘンダーソン     | ニュージーランド | チーム・コロンビア＝HTC      | +06秒         |
| 3    | ゲラルト・ツィオレック     | ドイツ           | チーム・ミルラム             | +08秒         |
| 4    | トム・ボーネン             | ベルギー         | クイックステップ             | +09秒         |
| 5    | タイラー・ファーラー       | アメリカ合衆国   | ガーミン・スリップストリーム | +12秒         |
| 6    | イェンス・マウリス         | オランダ         | ヴァカン・ソレイユ           | +14秒         |
| 7    | ラース・ボーム             | オランダ         | ラボバンク                   | +16秒         |
| 8    | ダニエーレ・ベンナーティ   | イタリア         | リクイガス                   | 同            |
| 9    | ロマン・クロイツィガー     | チェコ           | リクイガス                   | +17秒         |
| 10   | ダビ・ガルシア             | スペイン         | シャコベオ・ガリシア         | +18秒         |

ポイント賞
| 順位 | 選手名               | 国籍           | チーム                       | ポイント |
| ---- | -------------------- | -------------- | ---------------------------- | -------- |
| 1    | トム・ボーネン       | ベルギー       | クイックステップ             | 38       |
| 2    | タイラー・ファーラー | アメリカ合衆国 | ガーミン・スリップストリーム | 33       |
| 3    | アンドレ・グライペル | ドイツ         | チーム・コロンビア＝HTC      | 28       |

コンビネーション賞
| 順位 | 選手名                     | 国籍             | チーム                  | ポイント |
| ---- | -------------------------- | ---------------- | ----------------------- | -------- |
| 1    | ファビアン・カンチェラーラ | スイス           | チーム・サクソバンク    | 5        |
| 2    | トム・ボーネン             | ベルギー         | クイックステップ        | 5        |
| 3    | グレッグ・ヘンダーソン     | ニュージーランド | チーム・コロンビア＝HTC | 7        |

チーム時間賞
| 順位 | チーム                       | 時間           |
| ---- | ---------------------------- | -------------- |
| 1    | リクイガス                   | 28時間29分30秒 |
| 2    | チーム・サクソバンク         | +03秒          |
| 3    | ガーミン・スリップストリーム | +06秒          |

## 第4ステージ
9月1日(火)
- フェンロー －   リエージュ 224.0km[4]

- ステージ距離224kmは今大会最長。途中アムステルゴールドレースに登場するカウベルグの坂や、リエージュ〜バストーニュ〜リエージュで登場するサンニコラの急坂などを通過する。チャールズ・ウェジェリアス（サイレンス・ロット）が未出走でスタートしたのは197人。0km地点からのアタック合戦の末、21km地点から前日に続いての逃げとなるラース・ボームら4人が逃げ始め、雨が降りしきる中で慎重な走りとなったメイン集団に最大14分の差をつける展開となる。その後チーム・ミルラム、ガーミン・スリップストリーム、クイックステップなどスプリンターを抱えるチームが中心となって本格的な追走を開始。残り30kmを過ぎて逃げ集団との差が1分を切ると、メイン集団から断続的に飛び出す選手が続出。しかしそれらのアタックも全て決まらず、3日連続の集団スプリントになるかと思われた残り3km過ぎ、集団の前方で大落車が発生。集団の最前方にいたチーム・コロンビア＝HTCとクイックステップのそれぞれ3選手を除いた大半の選手が巻き込まれてしまった。3v3のスプリント勝負では叶わないと感じ取ったクイックステップ勢は一人ずつ全力で引き倒し、切り離すという捨て身のリードアウトを見せるがコロンビア陣営は3人とも脱落せずに1v3のスプリント勝負に。最後は万全の体制からスプリントを開始したアンドレ・グライペルがワウテル・ウェイラント（クイックステップ）を寄せ付けず、ゴールラインのかなり手前からガッツポーズするほどの完勝で自身ブエルタ初勝利、さらにマイヨ・プントスも獲得した。チームもステージ2連勝。落車がゴール手前3km以内だったため救済措置が適用され、ファビアン・カンチェラーラは辛くもマイヨ・オロをキープ。その他総合優勝争いの選手も概ね同タイムでのゴールとなった。しかしクリス・ホーナー（アスタナ）が手を骨折するなどの重傷を負って、ジロに続く不運なリタイアとなってしまった。途中にあった山岳ポイントを全て先頭で通過したボームはマイヨ・モンターニャを獲得した。マイヨ・コンビナダはドミニーク・レルス（チーム・ミルラム）が獲得している。

区間成績
| 順位 | 選手名                 | 国籍           | チーム                   | 時間          |
| ---- | ---------------------- | -------------- | ------------------------ | ------------- |
| 1    | アンドレ・グライペル   | ドイツ         | チーム・コロンビア - HTC | 5時間43分05秒 |
| 2    | ワウテル・ウェイラント | ベルギー       | クイックステップ         | 同            |
| 3    | ベルト・グラプシュ     | ドイツ         | チーム・コロンビア - HTC | 同            |
| 4    | マルツェル・ジーベルク | ドイツ         | チーム・コロンビア - HTC | 同            |
| 5    | マルコ・ヴェロ         | イタリア       | クイックステップ         | 同            |
| 6    | マッテオ・トザット     | イタリア       | クイックステップ         | 同            |
| 7    | アダム・ハンセン       | オーストラリア | チーム・コロンビア - HTC | 同            |
| 8    | ユルヘン・ルラントス   | ベルギー       | サイレンス・ロット       | 同            |
| 9    | リーヌス・ゲルデマン   | ドイツ         | チーム・ミルラム         | 同            |
| 10   | トマス・ローレッガー   | オーストリア   | チーム・ミルラム         | 同            |

総合成績
| 順位 | 選手名                     | 国籍           | チーム                       | 時間           |
| ---- | -------------------------- | -------------- | ---------------------------- | -------------- |
| 1    | ファビアン・カンチェラーラ | スイス         | チーム・サクソバンク         | 15時間12分38秒 |
| 2    | トム・ボーネン             | ベルギー       | クイックステップ             | +09秒          |
| 3    | ベルト・グラプシュ         | ドイツ         | チーム・コロンビア - HTC     | +11秒          |
| 4    | アンドレ・グライペル       | ドイツ         | チーム・コロンビア - HTC     | 同             |
| 5    | タイラー・ファーラー       | アメリカ合衆国 | ガーミン・スリップストリーム | +12秒          |
| 6    | ダニエーレ・ベンナーティ   | イタリア       | リクイガス                   | +16秒          |
| 7    | ロマン・クロイツィガー     | チェコ         | リクイガス                   | +17秒          |
| 8    | ダビ・ガルシア             | スペイン       | シャコベオ・ガリシア         | +18秒          |
| 9    | イヴァン・バッソ           | イタリア       | リクイガス                   | 同             |
| 10   | アレハンドロ・バルベルデ   | スペイン       | ケス・デパーニュ             | 同             |

ポイント賞
| 順位 | 選手名               | 国籍           | チーム                       | ポイント |
| ---- | -------------------- | -------------- | ---------------------------- | -------- |
| 1    | アンドレ・グライペル | ドイツ         | チーム・コロンビア - HTC     | 56       |
| 2    | トム・ボーネン       | ベルギー       | クイックステップ             | 38       |
| 3    | タイラー・ファーラー | アメリカ合衆国 | ガーミン・スリップストリーム | 33       |

山岳賞
| 順位 | 選手名             | 国籍           | チーム                 | ポイント |
| ---- | ------------------ | -------------- | ---------------------- | -------- |
| 1    | ラース・ボーム     | オランダ       | ラボバンク             | 9        |
| 2    | ハビエル・ラミレス | スペイン       | アンダルシア・カハスル | 5        |
| 3    | セルゲイ・ラグタン | ウズベキスタン | ヴァカンソレイユ       | 3        |

コンビネーション賞
| 順位 | 選手名             | 国籍           | チーム           | ポイント |
| ---- | ------------------ | -------------- | ---------------- | -------- |
| 1    | ドミーニク・レルス | ドイツ         | チーム・ミルラム | 175      |
| 2    | ラース・ボーム     | オランダ       | ラボバンク       | 199      |
| 3    | セルゲイ・ラグタン | ウズベキスタン | ヴァカンソレイユ | 228      |

チーム時間賞
| 順位 | チーム                   | 時間           |
| ---- | ------------------------ | -------------- |
| 1    | チーム・コロンビア - HTC | 45時間39分00秒 |
| 2    | クイックステップ         | +21秒          |
| 3    | チーム・ミルラム         | +2分03秒       |

## 第5ステージ
9月3日(木)
- タラゴナ －  ビナロス 174.0km[5]

- 休息日を挟んでの最初のスペインステージ。レース前半と後半にアップダウンがあり、ゴール手前8kmのエルミタ峠が仕掛けどころ。前ステージで重傷を負ったクリス・ホーナーとロベルト・キセルロフスキ（フジ・セルベット）の2人が未出走。レース開始直後にアタックが決まり、フリアン・サンチェス（コンテントポリス・アンポ）ら6人が逃げ始めてメイン集団には最大6分前後の差をつける。しかし、ガーミンやコロンビアなどがメイン集団のペースを上げ、残り18km地点で全ての逃げが吸収。1つの集団となってエルミタ峠に突入する。上りに入ってのダビ・デ・ラ・フエンテ（フジ・セルベット）のアタックに反応したフィリップ・ジルベール（サイレンス・ロット）が先頭で山頂を通過。一時後続に20秒以上の差をつけるが、スプリンター擁するチームを中心とするメイン集団のペースアップに残り3kmを過ぎて吸収。しかし、このペースアップで各チームともアシストを使ってしまい、最後の集団スプリントはエーススプリンター同士の直接対決に委ねられることに。最後はトム・ボーネンの後ろに「ただ乗り」する形になったアンドレ・グライペルが爆発的な加速で一気にボーネンを交わしてそのままステージ優勝。自身ステージ2連勝（チームとしてはステージ3連勝）で、マイヨ・プントスに加え、ボーナスタイムを稼いでマイヨ・オロも獲得した。序盤の2級山岳を先頭で通過したアイトール・フェルナンデス（エウスカルテル・エウスカディ）がマイヨ・モンターニャ、セラフィン・マルティネス（シャコベオ・ガリシア）がマイヨ・コンビナダをそれぞれ獲得している。

区間成績
| 順位 | 選手名                       | 国籍           | チーム                       | 時間          |
| ---- | ---------------------------- | -------------- | ---------------------------- | ------------- |
| 1    | アンドレ・グライペル         | ドイツ         | チーム・コロンビア - HTC     | 4時間27分54秒 |
| 2    | トム・ボーネン               | ベルギー       | クイックステップ             | +01秒         |
| 3    | ダニエーレ・ベンナーティ     | イタリア       | リクイガス                   | 同            |
| 4    | タイラー・ファーラー         | アメリカ合衆国 | ガーミン・スリップストリーム | 同            |
| 5    | ウィイアン・ボネ             | フランス       | BBox ブイグテレコム          | 同            |
| 6    | ユルヘン・ルラントス         | ベルギー       | サイレンス・ロット           | 同            |
| 7    | オスカル・フレイレ           | スペイン       | ラボバンク                   | 同            |
| 8    | ボルト・ボジチュ             | スロベニア     | ヴァカンソレイユ             | 同            |
| 9    | ダヴィデ・ヴィガノ           | イタリア       | フジ・セルベット             | 同            |
| 10   | フランシスコ・ホセ・パチェコ | スペイン       | コンテントポリス・アンポ     | 同            |

総合成績
| 順位 | 選手名                     | 国籍           | チーム                       | 時間           |
| ---- | -------------------------- | -------------- | ---------------------------- | -------------- |
| 1    | アンドレ・グライペル       | ドイツ         | チーム・コロンビア - HTC     | 19時間40分23秒 |
| 2    | トム・ボーネン             | ベルギー       | クイックステップ             | +06秒          |
| 3    | ファビアン・カンチェラーラ | スイス         | チーム・サクソバンク         | +09秒          |
| 4    | ダニエーレ・ベンナーティ   | イタリア       | リクイガス                   | +17秒          |
| 5    | ベルト・グラプシュ         | ドイツ         | チーム・コロンビア - HTC     | +20秒          |
| 6    | タイラー・ファーラー       | アメリカ合衆国 | ガーミン・スリップストリーム | +21秒          |
| 7    | ロマン・クロイツィガー     | チェコ         | リクイガス                   | +26秒          |
| 8    | ダビ・ガルシア             | スペイン       | シャコベオ・ガリシア         | +27秒          |
| 9    | イヴァン・バッソ           | イタリア       | リクイガス                   | 同             |
| 10   | アレハンドロ・バルベルデ   | スペイン       | ケス・デパーニュ             | 同             |

ポイント賞
| 順位 | 選手名               | 国籍           | チーム                       | ポイント |
| ---- | -------------------- | -------------- | ---------------------------- | -------- |
| 1    | アンドレ・グライペル | ドイツ         | チーム・コロンビア - HTC     | 78       |
| 2    | トム・ボーネン       | ベルギー       | クイックステップ             | 58       |
| 3    | タイラー・ファーラー | アメリカ合衆国 | ガーミン・スリップストリーム | 47       |

山岳賞
| 順位 | 選手名                   | 国籍     | チーム                       | ポイント |
| ---- | ------------------------ | -------- | ---------------------------- | -------- |
| 1    | アイトール・エルナンデス | スペイン | エウスカルテル・エウスカディ | 10       |
| 2    | ラース・ボーム           | オランダ | ラボバンク                   | 9        |
| 3    | セラフィン・マルティネス | スペイン | シャコベオ・ガリシア         | 7        |

コンビネーション賞
| 順位 | 選手名                   | 国籍     | チーム               | ポイント |
| ---- | ------------------------ | -------- | -------------------- | -------- |
| 1    | セラフィン・マルティネス | スペイン | シャコベオ・ガリシア | 121      |
| 2    | ドミーニク・レルス       | ドイツ   | チーム・ミルラム     | 164      |
| 3    | ジュリアン・エル・ファレ | フランス | コフィディス         | 201      |

チーム時間賞
| 順位 | チーム                       | 時間           |
| ---- | ---------------------------- | -------------- |
| 1    | リクイガス                   | 59時間02分27秒 |
| 2    | チーム・サクソバンク         | +03秒          |
| 3    | ガーミン・スリップストリーム | +06秒          |

## 第6ステージ
9月4日(金)
- シャティバ 177km[6]

- 3つの3級山岳に加え、終盤に何度も登場するアップダウンが集団スプリントになるか否かのカギを握る。キム・キルシェン（チーム・コロンビア＝HTC）が未出走で194人がスタート。スタート直後にアタックが決まり、2日連続の逃げとなるマテ・プロンク（バカン・ソレイユ）ら4人がメイン集団に最大7分差を付けて逃げる展開に。メイン集団はマイヨ・オロのアンドレ・グライペル擁するコロンビアが徐々にペースアップ。残り26km地点で全ての逃げを吸収する。その後のアップダウンでアレッサンドロ・バッラン（ランプレ＝N.G.C）やフィリップ・ジルベール、ダヴィ・モンクティエ（コフィディス）などが仕掛ける場面があったが、リクイガスがメイン集団を強力に牽き、残り1.5km付近で全てのアタックが封じ込められて、ゴールは集団スプリントに。前日に続いてアシストが殆どいない中、意表を突くロングスプリントを仕掛けたボルト・ボジチュが後続に1車身以上の差をつけてステージ優勝、バカン・ソレイユにグランツール初勝利をもたらした。位置取りに失敗してステージ10位に沈んだグライペルだったが、マイヨ・オロとマイヨ・プントスはキープ。山岳ポイントを全て先頭で通過したホセ・アントニオ・ロペス（アンダルシア・カハスル）がマイヨ・モンターニャを獲得した。マイヨ・コンビナダはセラフィン・マルティネスがキープしている。マヌエル・オルテガ（アンダルシア・カハスル）、オスカル・ガルシア＝カサルビオス（コンテントポリス・アンポ）の2人が途中リタイアでゴールしたのは192人だった。

区間成績
| 順位 | 選手名                       | 国籍           | チーム                       | 時間          |
| ---- | ---------------------------- | -------------- | ---------------------------- | ------------- |
| 1    | ボルト・ボジチュ             | スロベニア     | ヴァカンソレイユ             | 4時間40分50秒 |
| 2    | タイラー・ファーラー         | アメリカ合衆国 | ガーミン・スリップストリーム | 同            |
| 3    | ダニエーレ・ベンナーティ     | イタリア       | リクイガス                   | 同            |
| 4    | ダヴィデ・ヴィガノ           | イタリア       | フジ・セルベット             | 同            |
| 5    | トム・ボーネン               | ベルギー       | クイックステップ             | 同            |
| 6    | レオナルド・ドゥケ           | コロンビア     | コフィディス                 | 同            |
| 7    | セバスティアン・シャヴァネル | フランス       | フランセーズ・デ・ジュー     | 同            |
| 8    | カデル・エヴァンス           | オーストラリア | サイレンス・ロット           | 同            |
| 9    | マルツェル・ジーベルク       | ドイツ         | チーム・コロンビア＝HTC      | 同            |
| 10   | アンドレ・グライペル         | ドイツ         | チーム・コロンビア＝HTC      | 同            |

総合成績
| 順位 | 選手名                     | 国籍           | チーム                       | 時間           |
| ---- | -------------------------- | -------------- | ---------------------------- | -------------- |
| 1    | アンドレ・グライペル       | ドイツ         | チーム・コロンビア - HTC     | 24時間21分13秒 |
| 2    | トム・ボーネン             | ベルギー       | クイックステップ             | +06秒          |
| 3    | ダニエーレ・ベンナーティ   | イタリア       | リクイガス                   | +09秒          |
| 4    | タイラー・ファーラー       | アメリカ合衆国 | ガーミン・スリップストリーム | 同             |
| 5    | ファビアン・カンチェラーラ | スイス         | チーム・サクソバンク         | +18秒          |
| 6    | ボルト・ボジチュ           | スロベニア     | ヴァカンソレイユ             | +23秒          |
| 7    | イヴァン・バッソ           | イタリア       | リクイガス                   | +27秒          |
| 8    | アレハンドロ・バルベルデ   | スペイン       | ケス・デパーニュ             | 同             |
| 9    | カデル・エヴァンス         | オーストラリア | サイレンス・ロット           | +28秒          |
| 10   | ダビ・ガルシア             | スペイン       | シャコベオ・ガリシア         | +33秒          |

ポイント賞
| 順位 | 選手名               | 国籍           | チーム                       | ポイント |
| ---- | -------------------- | -------------- | ---------------------------- | -------- |
| 1    | アンドレ・グライペル | ドイツ         | チーム・コロンビア - HTC     | 84       |
| 2    | トム・ボーネン       | ベルギー       | クイックステップ             | 70       |
| 3    | タイラー・ファーラー | アメリカ合衆国 | ガーミン・スリップストリーム | 67       |

山岳賞
| 順位 | 選手名                   | 国籍     | チーム                       | ポイント |
| ---- | ------------------------ | -------- | ---------------------------- | -------- |
| 1    | ホセ・アントニオ・ロペス | スペイン | アンダルシア・カハスル       | 20       |
| 2    | アイトール・エルナンデス | スペイン | エウスカルテル・エウスカディ | 10       |
| 3    | ラース・ボーム           | オランダ | ラボバンク                   | 9        |

コンビネーション賞
| 順位 | 選手名                   | 国籍     | チーム               | ポイント |
| ---- | ------------------------ | -------- | -------------------- | -------- |
| 1    | セラフィン・マルティネス | スペイン | シャコベオ・ガリシア | 105      |
| 2    | ドミーニク・レルス       | ドイツ   | チーム・ミルラム     | 141      |
| 3    | ラース・ボーム           | オランダ | ラボバンク           | 160      |

チーム時間賞
| 順位 | チーム                  | 時間           |
| ---- | ----------------------- | -------------- |
| 1    | リクイガス              | 73時間05分06秒 |
| 2    | ケス・デパーニュ        | +10秒          |
| 3    | チーム・コロンビア＝HTC | +15秒          |

## 第7ステージ
9月5日(土)
- バレンシア 30km(個人タイムトライアル)[7]

- 早くも今大会2回目の個人TT。カーブは多いものの起伏は皆無でタイムトライアルスペシャリスト向き。雨が降り続く生憎のコンディションの中、188番スタートのファビアン・カンチェラーラが向かい風が吹く後半にペースアップするというクレバーな走りで、2位のデヴィッド・ミラー（ガーミン・スリップストリーム）に32秒の大差をつけて初日の個人TTに続くステージ優勝。さらに2分37秒遅れのステージ67位に終わったアンドレ・グライペルからマイヨ・オロを奪還した。総合優勝争いの選手ではロベルト・ヘーシンク（ラボバンク）が1分33秒差のステージ28位、イヴァン・バッソ（リクイガス）が1分43秒差のステージ36位と若干差をつけられている。マイヨ・プントスとマイヨ・モンターニャはグライペルとホセ・アントニオ・ロペスがキープ。マイヨ・コンビナダはドミニーク・レルスが奪還している。

区間成績
| 順位 | 選手名                     | 国籍           | チーム                       | 時間     |
| ---- | -------------------------- | -------------- | ---------------------------- | -------- |
| 1    | ファビアン・カンチェラーラ | スイス         | チーム・サクソバンク         | 36分41秒 |
| 2    | デヴィッド・ミラー         | イギリス       | ガーミン・スリップストリーム | +32秒    |
| 3    | ベルト・グラプシュ         | ドイツ         | チーム・コロンビア＝HTC      | +36秒    |
| 4    | ダビ・エレロ               | スペイン       | シャコベオ・ガリシア         | +40秒    |
| 5    | ヴァシル・キリエンカ       | ベラルーシ     | ケス・デパーニュ             | +46秒    |
| 6    | サムエル・サンチェス       | スペイン       | エウスカルテル・エウスカディ | +47秒    |
| 7    | トム・ダニエルソン         | アメリカ合衆国 | ガーミン・スリップストリーム | +50秒    |
| 8    | クリストフ・リブロン       | フランス       | AG2R・ラ・モンディアル       | +53秒    |
| 9    | ラース・ボーム             | オランダ       | ラボバンク                   | +59秒    |
| 10   | カデル・エヴァンス         | オーストラリア | サイレンス・ロット           | +1分02秒 |

総合成績
| 順位 | 選手名                     | 国籍           | チーム                       | 時間           |
| ---- | -------------------------- | -------------- | ---------------------------- | -------------- |
| 1    | ファビアン・カンチェラーラ | スイス         | チーム・サクソバンク         | 24時間58分12秒 |
| 2    | トム・ボーネン             | ベルギー       | クイックステップ             | +51秒          |
| 3    | ダビ・エレロ               | スペイン       | シャコベオ・ガリシア         | +59秒          |
| 4    | ダニエーレ・ベンナーティ   | イタリア       | リクイガス                   | +1分03秒       |
| 5    | ヴァシル・キリエンカ       | ベラルーシ     | ケス・デパーニュ             | +1分08秒       |
| 6    | カデル・エヴァンス         | オーストラリア | サイレンス・ロット           | +1分12秒       |
| 7    | アレハンドロ・バルベルデ   | スペイン       | ケス・デパーニュ             | +1分14秒       |
| 8    | トム・ダニエルソン         | アメリカ合衆国 | ガーミン・スリップストリーム | +1分19秒       |
| 9    | サムエル・サンチェス       | スペイン       | エウスカルテル・エウスカディ | +1分20秒       |
| 10   | デヴィッド・ミラー         | イギリス       | ガーミン・スリップストリーム | 同             |

ポイント賞
| 順位 | 選手名               | 国籍           | チーム                       | ポイント |
| ---- | -------------------- | -------------- | ---------------------------- | -------- |
| 1    | アンドレ・グライペル | ドイツ         | チーム・コロンビア - HTC     | 84       |
| 2    | トム・ボーネン       | ベルギー       | クイックステップ             | 75       |
| 3    | タイラー・ファーラー | アメリカ合衆国 | ガーミン・スリップストリーム | 67       |

山岳賞
| 順位 | 選手名                   | 国籍     | チーム                       | ポイント |
| ---- | ------------------------ | -------- | ---------------------------- | -------- |
| 1    | ホセ・アントニオ・ロペス | スペイン | アンダルシア・カハスル       | 20       |
| 2    | アイトール・エルナンデス | スペイン | エウスカルテル・エウスカディ | 10       |
| 3    | ラース・ボーム           | オランダ | ラボバンク                   | 9        |

コンビネーション賞
| 順位 | 選手名                   | 国籍     | チーム               | ポイント |
| ---- | ------------------------ | -------- | -------------------- | -------- |
| 1    | ドミーニク・レルス       | ドイツ   | チーム・ミルラム     | 98       |
| 2    | セラフィン・マルティネス | スペイン | シャコベオ・ガリシア | 106      |
| 3    | ラース・ボーム           | オランダ | ラボバンク           | 180      |

チーム時間賞
| 順位 | チーム                       | 時間           |
| ---- | ---------------------------- | -------------- |
| 1    | ガーミン・スリップストリーム | 74時間58分23秒 |
| 2    | ケス・デパーニュ             | +17秒          |
| 3    | チーム・コロンビア＝HTC      | +30秒          |

## 第8ステージ
9月6日(日)
- アルシラ － アルト・デ・アイタナ 206.0km[8]

- 今大会初の山岳ステージにして、いきなりの超級山岳への山頂ゴール。その前にも2級・3級山岳が計7つも登場するという過酷なコースレイアウト。0km地点からアタックが続いた末に37km地点でようやく昨年のマイヨ・モンターニャ獲得者ダヴィ・モンクティエやジョニー・ホーヘルラントなど6人の逃げが決まり、メイン集団には最大で14分半の差をつける展開となった。メイン集団はケス・デパーニュが中心となってコントロール。途中サムエル・サンチェス（エウスカルテル・エウスカディ）が下りで落車するアクシデントがあったが、その後メイン集団に復帰している。また、この時点でアンディ・シュレクがリタイア。その後もケス・デパーニュのペースアップは続き、マイヨ・オロのファビアン・カンチェラーラが脱落。逃げ集団との差3分15秒で超級・アイタナ峠に突入した。逃げ集団内では残り18km地点のスプリントポイントをきっかけに独走していたホーヘルラントにモンクティエが追いつくと、残り5kmでホーヘルラントが脱落。メイン集団もケス・デパーニュの強力な牽きでフランク・シュレク（チーム・サクソバンク）、アレクサンドル・ヴィノクロフ（アスタナ）など有力選手が次々に脱落。残り3km地点でモンクティエとの差は1分20秒。ここでリクイガス勢のペースアップに乗じたダミアーノ・クネゴ（ランプレ＝N.G.C）が残り2km地点で鮮烈なアタックを決めると、ホーヘルラント、さらには残り800m地点でモンクティエも抜き去って独走でそのままステージ優勝。クネゴにとっては2004年のジロ第18ステージ以来、実に約5年半ぶりとなるグランツールでのステージ優勝となった。無念のステージ2位に終わったモンクティエだが、山岳ポイントを稼いでマイヨ・モンターニャはしっかり手中に収めた。後続では残り1kmで飛び出したロベルト・ヘーシンクが36秒差の3位でゴール、さらにボーナスタイム8秒を獲得。カデル・エヴァンス（サイレンス・ロット）、アレハンドロ・バルベルデ（ケス・デパーニュ）、サンチェスは44秒差、イヴァン・バッソとエセキエル・モスケラはさらに6秒遅れてゴール。総合ではバルベルデを2秒抑えてエヴァンスがマイヨ・オロとマイヨ・コンビナダを獲得した。グルペットで無事にゴールしたアンドレ・グライペルは無事にマイヨ・プントスをキープしている。上述のA・シュレクに加え、ジョヴァンニ・ベルノードー、ヴァンサン・ジェロム（共にブイグテレコム）も途中リタイアとなった。

区間成績
| 順位 | 選手名                   | 国籍           | チーム                       | 時間          |
| ---- | ------------------------ | -------------- | ---------------------------- | ------------- |
| 1    | ダミアーノ・クネゴ       | イタリア       | ランプレ・N.G.C              | 6時間04分54秒 |
| 2    | ダヴィ・モンクティエ     | フランス       | コフィディス                 | +33秒         |
| 3    | ロベルト・ヘーシンク     | オランダ       | ラボバンク                   | +36秒         |
| 4    | カデル・エヴァンス       | オーストラリア | サイレンス・ロット           | +44秒         |
| 5    | アレハンドロ・バルベルデ | スペイン       | ケス・デパーニュ             | 同            |
| 6    | サムエル・サンチェス     | スペイン       | エウスカルテル・エウスカディ | 同            |
| 7    | タデイ・ヴァリャヴェツ   | スロベニア     | AG2R・ラ・モンディアル       | +50秒         |
| 8    | イヴァン・バッソ         | イタリア       | リクイガス                   | 同            |
| 9    | エセキエル・モスケラ     | スペイン       | シャコベオ・ガリシア         | 同            |
| 10   | ホアキン・ロドリゲス     | スペイン       | ケス・デパーニュ             | 同            |

総合成績
| 順位 | 選手名                   | 国籍           | チーム                       | 時間           |
| ---- | ------------------------ | -------------- | ---------------------------- | -------------- |
| 1    | カデル・エヴァンス       | オーストラリア | サイレンス・ロット           | 31時間05分02秒 |
| 2    | アレハンドロ・バルベルデ | スペイン       | ケス・デパーニュ             | +02秒          |
| 3    | サムエル・サンチェス     | スペイン       | エウスカルテル・エウスカディ | +08秒          |
| 4    | トム・ダニエルソン       | アメリカ合衆国 | ガーミン・スリップストリーム | +13秒          |
| 5    | ロベルト・ヘーシンク     | オランダ       | ラボバンク                   | +29秒          |
| 6    | イヴァン・バッソ         | イタリア       | リクイガス                   | +46秒          |
| 7    | ダミアーノ・クネゴ       | イタリア       | ランプレ・N.G.C              | +1分26秒       |
| 8    | アイマル・スベルディア   | スペイン       | アスタナ                     | +1分37秒       |
| 9    | エセキエル・モスケラ     | スペイン       | シャコベオ・ガリシア         | +1分46秒       |
| 10   | フアン・ホセ・コーボ     | スペイン       | フジ・セルベット             | +2分03秒       |

ポイント賞
| 順位 | 選手名               | 国籍           | チーム                       | ポイント |
| ---- | -------------------- | -------------- | ---------------------------- | -------- |
| 1    | アンドレ・グライペル | ドイツ         | チーム・コロンビア＝HTC      | 88       |
| 2    | トム・ボーネン       | ベルギー       | クイックステップ             | 75       |
| 3    | タイラー・ファーラー | アメリカ合衆国 | ガーミン・スリップストリーム | 67       |

山岳賞
| 順位 | 選手名                   | 国籍     | チーム             | ポイント |
| ---- | ------------------------ | -------- | ------------------ | -------- |
| 1    | ダヴィ・モンクティエ     | フランス | コフィディス       | 60       |
| 2    | ピーター・ウェーニング   | オランダ | ラボバンク         | 48       |
| 3    | ジョニー・ホーヘルラント | オランダ | ヴァカン・ソレイユ | 31       |

コンビネーション賞
| 順位 | 選手名                   | 国籍           | チーム             | ポイント |
| ---- | ------------------------ | -------------- | ------------------ | -------- |
| 1    | カデル・エヴァンス       | オーストラリア | サイレンス・ロット | 17       |
| 2    | ダミアーノ・クネゴ       | イタリア       | ランプレ・N.G.C    | 25       |
| 3    | アレハンドロ・バルベルデ | スペイン       | ケス・デパーニュ   | 27       |

チーム時間賞
| 順位 | チーム             | 時間           |
| ---- | ------------------ | -------------- |
| 1    | ケス・デパーニュ   | 93時間17分20秒 |
| 2    | アスタナ           | +3分20秒       |
| 3    | サイレンス・ロット | +6分12秒       |

## 第9ステージ
9月7日(月)
- アルコイ － ショレト・デル・カティ 186.0km[9]

- 登坂距離は4kmしかないものの、最大勾配が20%に達する1級山岳ソレット・デル・カティ峠に加え、2級・3級山岳を6つこなす、前日に引き続いての厳しいステージ。序盤からダビ・デ・ラ・フエンテ、ステイン・デヴォルデル（クイックステップ）ら6人が逃げ始める。その後1人が脱落、2人が加わって32km地点で最終的に7人の逃げ集団となって、メイン集団には一時7分差をつける展開となった。山岳ポイントはマイヨ・モンターニャを狙うデ・ラ・フエンテが中心となって獲得。残り20km地点でも逃げ集団とメイン集団との差は6分半。その後メイン集団がケス・デパーニュを中心に猛烈なペースアップを開始、タイム差3分でソレット・デル・カティ峠に突入。ここで逃げ集団内でレイン・ターラミャエ（コフィディス）がアタック。追いすがるデ・ラ・フエンテを振り落として単独で先頭を走る。メイン集団ではケス・デパーニュが相変わらずハイペースを維持し、サムエル・サンチェスやエセキエル・モスケラなどが付いていけずに脱落。先頭で懸命に上りをこなしていたターラミャエだったが、勾配20%に達する激坂に失速。頂上まで残り300mで追走していたグスタボ・セサル（シャコベオ・ガリシア）とマルコ・マルツァーノ（ランプレ＝N.G.C）がターラミャエを交わして先頭に。直後マルツァーノを引き離したセサルがそのまま逃げ切って、今大会初の逃げ切り勝利、シャコベオ・ガリシアにとってもグランツール初勝利となった。ゴール直前のスプリントでバルベルデがデ・ラ・フエンテを抜き、エヴァンスを振り切りステージ3位。エヴァンスに対して1秒+ボーナスタイム8秒のアドバンテージを得て、マイヨ・オロを獲得した。マイヨ・コンビナダはエヴァンスがキープ。サンチェスはバルベルデとの差が6秒から1分3秒に拡大、総合優勝に向けて痛いタイムロスとなった。マイヨ・モンターニャはデ・ラ・フエンテが僅か1ポイント届かず、モンクティエがキープ。前日に続いてグルペットで無事にゴールしたアンドレ・グライペルもマイヨ・プントスをキープしている。ローラン・ルフェーヴル（ブイグテレコム）、ミケル・ガスタマガ（コンテントポリス・アンポ）、カルロス・バレード、アラン・デイヴィス（共にクイックステップ）の4選手が途中リタイアとなった。

区間成績
| 順位 | 選手名                   | 国籍           | チーム                       | 時間          |
| ---- | ------------------------ | -------------- | ---------------------------- | ------------- |
| 1    | グスタボ・セサル         | スペイン       | シャコベオ・ガリシア         | 5時間21分04秒 |
| 2    | マルコ・マルツァーノ     | イタリア       | ランプレ・N.G.C              | +21秒         |
| 3    | アレハンドロ・バルベルデ | スペイン       | ケス・デパーニュ             | +40秒         |
| 4    | ダビ・デ・ラ・フエンテ   | スペイン       | フジ・セルベット             | +41秒         |
| 5    | ロベルト・ヘーシンク     | オランダ       | ラボバンク                   | 同            |
| 6    | カデル・エヴァンス       | オーストラリア | サイレンス・ロット           | 同            |
| 7    | イヴァン・バッソ         | イタリア       | リクイガス                   | 同            |
| 8    | ハビエル・ラミレス       | スペイン       | アンダルシア・カハスル       | +53秒         |
| 9    | ホアキン・ロドリゲス     | スペイン       | ケス・デパーニュ             | +1分12秒      |
| 10   | トム・ダニエルソン       | アメリカ合衆国 | ガーミン・スリップストリーム | 同            |

総合成績
| 順位 | 選手名                   | 国籍           | チーム                       | 時間           |
| ---- | ------------------------ | -------------- | ---------------------------- | -------------- |
| 1    | アレハンドロ・バルベルデ | スペイン       | ケス・デパーニュ             | 36時間26分40秒 |
| 2    | カデル・エヴァンス       | オーストラリア | サイレンス・ロット           | +07秒          |
| 3    | ロベルト・ヘーシンク     | オランダ       | ラボバンク                   | +36秒          |
| 4    | トム・ダニエルソン       | アメリカ合衆国 | ガーミン・スリップストリーム | +51秒          |
| 5    | イヴァン・バッソ         | イタリア       | リクイガス                   | +53秒          |
| 6    | サムエル・サンチェス     | スペイン       | エウスカルテル・エウスカディ | +1分03秒       |
| 7    | ダミアーノ・クネゴ       | イタリア       | ランプレ・N.G.C              | +2分04秒       |
| 8    | エセキエル・モスケラ     | スペイン       | シャコベオ・ガリシア         | +2分24秒       |
| 9    | アイマル・スベルディア   | スペイン       | アスタナ                     | +3分01秒       |
| 10   | フアン・ホセ・コーボ     | スペイン       | フジ・セルベット             | +3分08秒       |

ポイント賞
| 順位 | 選手名               | 国籍           | チーム                       | ポイント |
| ---- | -------------------- | -------------- | ---------------------------- | -------- |
| 1    | アンドレ・グライペル | ドイツ         | チーム・コロンビア＝HTC      | 83       |
| 2    | トム・ボーネン       | ベルギー       | クイックステップ             | 75       |
| 3    | タイラー・ファーラー | アメリカ合衆国 | ガーミン・スリップストリーム | 67       |

山岳賞
| 順位 | 選手名                 | 国籍     | チーム           | ポイント |
| ---- | ---------------------- | -------- | ---------------- | -------- |
| 1    | ダヴィ・モンクティエ   | フランス | コフィディス     | 60       |
| 2    | ダビ・デ・ラ・フエンテ | スペイン | フジ・セルベット | 59       |
| 3    | ピーター・ウェーニング | オランダ | ラボバンク       | 48       |

コンビネーション賞
| 順位 | 選手名                   | 国籍           | チーム             | ポイント |
| ---- | ------------------------ | -------------- | ------------------ | -------- |
| 1    | カデル・エヴァンス       | オーストラリア | サイレンス・ロット | 18       |
| 2    | アレハンドロ・バルベルデ | スペイン       | ケス・デパーニュ   | 21       |
| 2    | ダミアーノ・クネゴ       | イタリア       | ランプレ・N.G.C    | 25       |

チーム時間賞
| 順位 | チーム             | 時間            |
| ---- | ------------------ | --------------- |
| 1    | ケス・デパーニュ   | 109時間24分41秒 |
| 2    | アスタナ           | +5分03秒        |
| 3    | サイレンス・ロット | +7分06秒        |

## 第10ステージ
9月8日(火)
- アリカンテ － ムルシア 186.0km[10]

- 今大会唯一の中級山岳ステージ。ゴール手前12kmの2級山岳クレスタ・デル・ガジョ峠がレースの行方を左右する。トマス・ローレッガー（チーム・ミルラム）が未出走で184名がスタート。10km地点からアレクサンドル・ヴィノクロフやダビ・デ・ラ・フエンテなど19名が逃げ始め、メイン集団はこれを完全に容認。最大8分まで開いた差は、クレスタ・デル・ガジョ峠手前でも5分半。逃げ切り濃厚となった逃げ集団からリーヌス・ゲルデマン（チーム・ミルラム）がアタック。唯一追いすがったアイトール・ペレス（コンテントポリス・アンポ）を振り切って単独で峠を上っていく。追走集団からはヴィノクロフがアタックするも吸収。次いで飛び出したベニャト・インチャウスティ（フジ・セルベット）が頂上手前でゲルデマンに追いつく。ところが、下りに入った直後にインチャウスティ、次いでゲルデマンと先頭の2人が相次いでパンクのトラブル。道幅が狭かったためチームカーどころかニュートラルカーもすぐに到着できず、不運な形でステージ優勝のチャンスを失うことになってしまった。結局追走集団で生き残ったライダー・ヘスジェダル（ガーミン・スリップストリーム）、ヤコブ・フグルサング（チーム・サクソバンク）、サイモン・ジェラン（サーヴェロ・テストチーム）、ヴィノクロフの4人によるステージ優勝争いに。ヴィノクロフとヘスジェダルが何度かアタックするも決まらず、最後もヴィノクロフが残り250mから最初にスプリントを開始したが、ジェランがぴったり張り付くと残り100mで飛び出してそのままゴール。ジェランはブエルタ初勝利、さらに全グランツールでステージ優勝という記録を打ち立てた。クレスタ・デル・ガジョ峠を3位通過したデ・ラ・フエンテは前日取り損ねたマイヨ・モンターニャを遂に獲得している。メイン集団は3分42秒遅れでゴール。結局総合争いとマイヨ・モンターニャ以外の主要各賞に動きは無かった。また、ホセ・アントニオ・ロペス（アンダルシア・カハスル）が途中リタイアとなった。

区間成績
| 順位 | 選手名                       | 国籍           | チーム                       | 時間          |
| ---- | ---------------------------- | -------------- | ---------------------------- | ------------- |
| 1    | サイモン・ジェラン           | オーストラリア | サーヴェロ・テストチーム     | 3時間56分19秒 |
| 2    | ライダー・ヘスジェダル       | カナダ         | ガーミン・スリップストリーム | 同            |
| 3    | ヤコブ・フグルサング         | デンマーク     | チーム・サクソバンク         | 同            |
| 4    | アレクサンドル・ヴィノクロフ | カザフスタン   | アスタナ                     | 同            |
| 5    | アダム・ハンセン             | オーストラリア | チーム・コロンビア＝HTC      | +29秒         |
| 6    | フランシスコ・ペレス         | スペイン       | ケス・デパーニュ             | +31秒         |
| 7    | クリストフ・リブロン         | フランス       | AG2R・ラ・モンディアル       | +37秒         |
| 8    | カルステン・クローン         | オランダ       | チーム・サクソバンク         | +39秒         |
| 9    | アルノー・ジェラール         | フランス       | フランセーズ・デ・ジュー     | 同            |
| 10   | マッテオ・トサット           | イタリア       | クイックステップ             | 同            |

総合成績
| 順位 | 選手名                   | 国籍           | チーム                       | 時間           |
| ---- | ------------------------ | -------------- | ---------------------------- | -------------- |
| 1    | アレハンドロ・バルベルデ | スペイン       | ケス・デパーニュ             | 40時間26分41秒 |
| 2    | カデル・エヴァンス       | オーストラリア | サイレンス・ロット           | +07秒          |
| 3    | ロベルト・ヘーシンク     | オランダ       | ラボバンク                   | +36秒          |
| 4    | トム・ダニエルソン       | アメリカ合衆国 | ガーミン・スリップストリーム | +51秒          |
| 5    | イヴァン・バッソ         | イタリア       | リクイガス                   | +53秒          |
| 6    | サムエル・サンチェス     | スペイン       | エウスカルテル・エウスカディ | +1分03秒       |
| 7    | ダミアーノ・クネゴ       | イタリア       | ランプレ・N.G.C              | +2分04秒       |
| 8    | エセキエル・モスケラ     | スペイン       | シャコベオ・ガリシア         | +2分24秒       |
| 9    | アイマル・スベルディア   | スペイン       | アスタナ                     | +3分01秒       |
| 10   | タデイ・ヴァリャヴェツ   | スロベニア     | AG2R・ラ・モンディアル       | +3分13秒       |

ポイント賞
| 順位 | 選手名               | 国籍           | チーム                       | ポイント |
| ---- | -------------------- | -------------- | ---------------------------- | -------- |
| 1    | アンドレ・グライペル | ドイツ         | チーム・コロンビア＝HTC      | 83       |
| 2    | トム・ボーネン       | ベルギー       | クイックステップ             | 75       |
| 3    | タイラー・ファーラー | アメリカ合衆国 | ガーミン・スリップストリーム | 67       |

山岳賞
| 順位 | 選手名                 | 国籍     | チーム           | ポイント |
| ---- | ---------------------- | -------- | ---------------- | -------- |
| 1    | ダビ・デ・ラ・フエンテ | スペイン | フジ・セルベット | 64       |
| 2    | ダヴィ・モンクティエ   | フランス | コフィディス     | 60       |
| 3    | ピーター・ウェーニング | オランダ | ラボバンク       | 48       |

コンビネーション賞
| 順位 | 選手名                   | 国籍           | チーム             | ポイント |
| ---- | ------------------------ | -------------- | ------------------ | -------- |
| 1    | カデル・エヴァンス       | オーストラリア | サイレンス・ロット | 18       |
| 2    | アレハンドロ・バルベルデ | スペイン       | ケス・デパーニュ   | 20       |
| 2    | ダミアーノ・クネゴ       | イタリア       | ランプレ・N.G.C    | 25       |

チーム時間賞
| 順位 | チーム           | 時間            |
| ---- | ---------------- | --------------- |
| 1    | ケス・デパーニュ | 121時間21分33秒 |
| 2    | アスタナ         | +4分32秒        |
| 3    | フジ・セルベット | +7分04秒        |

## 第11ステージ
9月9日(水)
- ムルシア － カラバカ・デ・ラ・クルス 191.0km[11]

- 前半に1級、後半に2級山岳をこなす山岳ステージ。ただし山頂からゴールまで50kmもあるため、山をこなせればスプリンターにもチャンスあり。フランク・シュレクが未出走でスタートは182名。序盤からアタックと吸収が繰り返された末にマイヨ・モンターニャを争うダヴィ・モンクティエとダビ・デ・ラ・フエンテ、アメツ・チュルカ（エウスカルテル・エウスカディ）、そして今大会何度も逃げに乗っているジョニー・ホーヘルラントが39km地点から逃げ始める。ところが、コジャド・ベルメホ峠の上りでデ・ラ・フエンテが脱落。結局、モンクティエが労せずしてコジャド・ベルメホ峠、そしてカンポ・デ・サンフアン峠を1位通過して、デ・ラ・フエンテから1日でマイヨ・モンターニャを取り返している。一時9分差をつけられていたメイン集団は、そのカンポ・デ・サンフアン峠でリクイガスがダニエーレ・ベンナーティのためにペースアップを開始。このペースアップでベンナーティを除くスプリンターが次々にメイン集団から脱落、そして峠通過後の残り43km地点で逃げ集団も吸収。その後レミ・ディ・グレゴリオ（フランセーズ・デ・ジュー）や、前日消化不良に終わったリーヌス・ゲルデマンがカウンターアタックする場面があったが、いずれも失敗。カンポ・デ・サンフアン峠で遅れていたオスカル・フレイレ（ラボバンク）、アンドレ・グライペル、タイラー・ファーラー（ガーミン・スリップストリーム）などのスプリンターもメイン集団に何とか復帰した。その後もリクイガスがメイン集団をコントロールするが、残り1kmでアシストを使い果たしてしまい、さらにファビアン・カンチェラーラの突然のアタックも重なって、大混戦状態でやや上り勾配の集団スプリントに突入。残り300mで先頭に出たファーラーがロングスプリントでフィリップ・ジルベールなどの追撃を抑えてそのままステージ優勝。ファーラーにとって悲願のグランツール初勝利となった。集団復帰のためにアシストをほぼ使い果たしてしまい、最後の位置取りにも苦戦したグライペルだったが、何とかステージ5位に入りマイヨ・プントスを死守、しかしファーラーに7ポイント差まで迫られている。前述の通りマイヨ・モンターニャはモンクティエが奪還。他賞は動き無し。マイヨ・オロを守ったアレハンドロ・バルベルデは、スペインの英雄ミゲル・インドゥラインからマイヨ・オロを授与されるという栄誉に浴している。尚、ジョン・ガドレ（Ag2r）、ミヒャエル・アルバジーニ（チーム・コロンビア＝HTC）の2人が途中リタイアしている。

区間成績
| 順位 | 選手名                   | 国籍           | チーム                       | 時間          |
| ---- | ------------------------ | -------------- | ---------------------------- | ------------- |
| 1    | タイラー・ファーラー     | アメリカ合衆国 | ガーミン・スリップストリーム | 5時間11分10秒 |
| 2    | フィリップ・ジルベール   | ベルギー       | サイレンス・ロット           | 同            |
| 3    | マルコ・マルカート       | イタリア       | ヴァカンソレイユ             | 同            |
| 4    | イニャキ・イサシ         | スペイン       | エウスカルテル・エウスカディ | 同            |
| 5    | アンドレ・グライペル     | ドイツ         | チーム・コロンビア＝HTC      | 同            |
| 6    | アレッサンドロ・バッラン | イタリア       | ランプレ・N.G.C              | 同            |
| 7    | エンリコ・ガスパロット   | イタリア       | ランプレ・N.G.C              | 同            |
| 8    | クリスティアン・クネース | ドイツ         | チーム・ミルラム             | 同            |
| 9    | オスカル・フレイレ       | スペイン       | ラボバンク                   | 同            |
| 10   | マッテオ・トサット       | イタリア       | クイックステップ             | 同            |

総合成績
| 順位 | 選手名                               | 国籍           | チーム                       | 時間           |
| ---- | ------------------------------------ | -------------- | ---------------------------- | -------------- |
| 1    | アレハンドロ・バルベルデ             | スペイン       | ケス・デパーニュ             | 45時間37分51秒 |
| 2    | カデル・エヴァンス                   | オーストラリア | サイレンス・ロット           | +07秒          |
| 3    | ロベルト・ヘーシンク                 | オランダ       | ラボバンク                   | +36秒          |
| 4    | トム・ダニエルソン                   | アメリカ合衆国 | ガーミン・スリップストリーム | +51秒          |
| 5    | イヴァン・バッソ                     | イタリア       | リクイガス                   | +53秒          |
| 6    | サムエル・サンチェス                 | スペイン       | エウスカルテル・エウスカディ | +1分03秒       |
| 7    | ダミアーノ・クネゴ                   | イタリア       | ランプレ・N.G.C              | +2分13秒       |
| 8    | エセキエル・モスケラ                 | スペイン       | シャコベオ・ガリシア         | +2分24秒       |
| 9    | アイマル・スベルディア               | スペイン       | アスタナ                     | +3分10秒       |
| 10   | タデイ・ヴァリャヴェツ               | スロベニア     | AG2R・ラ・モンディアル       | +3分13秒       |
| 11   | ダニエル・ナバロ                     | スペイン       | アスタナ                     | +3分16秒       |
| 12   | ホアキン・ロドリゲス                 | スペイン       | ケス・デパーニュ             | +3分49秒       |
| 13   | パオロ・ティラロンゴ                 | イタリア       | ランプレ・N.G.C              | +3分52秒       |
| 14   | ダニエル・モレノ                     | スペイン       | ケス・デパーニュ             | +4分23秒       |
| 15   | フアン・ホセ・コーボ                 | スペイン       | フジ・セルベット             | 同             |
| 16   | ジョニー・ホーヘルラント             | オランダ       | ヴァカンソレイユ             | +4分44秒       |
| 17   | シャビエル・トンゴ                   | スペイン       | アンダルシア・カハスル       | +5分01秒       |
| 18   | サンディ・カザール                   | フランス       | フランセーズ・デ・ジュー     | +5分14秒       |
| 19   | ホセ・アンヘル・ゴメス・マルチャンテ | スペイン       | サーヴェロ・テストチーム     | +5分40秒       |
| 20   | アルカイトス・ドゥラン               | スペイン       | フジ・セルベット             | +5分48秒       |

ポイント賞
| 順位 | 選手名               | 国籍           | チーム                       | ポイント |
| ---- | -------------------- | -------------- | ---------------------------- | -------- |
| 1    | アンドレ・グライペル | ドイツ         | チーム・コロンビア＝HTC      | 99       |
| 2    | タイラー・ファーラー | アメリカ合衆国 | ガーミン・スリップストリーム | 92       |
| 3    | トム・ボーネン       | ベルギー       | クイックステップ             | 75       |

山岳賞
| 順位 | 選手名                 | 国籍     | チーム           | ポイント |
| ---- | ---------------------- | -------- | ---------------- | -------- |
| 1    | ダヴィ・モンクティエ   | フランス | コフィディス     | 86       |
| 2    | ダビ・デ・ラ・フエンテ | スペイン | フジ・セルベット | 72       |
| 3    | ピーター・ウェーニング | オランダ | ラボバンク       | 48       |

コンビネーション賞
| 順位 | 選手名                   | 国籍           | チーム             | ポイント |
| ---- | ------------------------ | -------------- | ------------------ | -------- |
| 1    | カデル・エヴァンス       | オーストラリア | サイレンス・ロット | 18       |
| 2    | アレハンドロ・バルベルデ | スペイン       | ケス・デパーニュ   | 20       |
| 2    | ダミアーノ・クネゴ       | イタリア       | ランプレ・N.G.C    | 27       |

チーム時間賞
| 順位 | チーム           | 時間            |
| ---- | ---------------- | --------------- |
| 1    | ケス・デパーニュ | 136時間55分00秒 |
| 2    | アスタナ         | +4分53秒        |
| 3    | フジ・セルベット | +7分16秒        |